# Mohammad Zaman

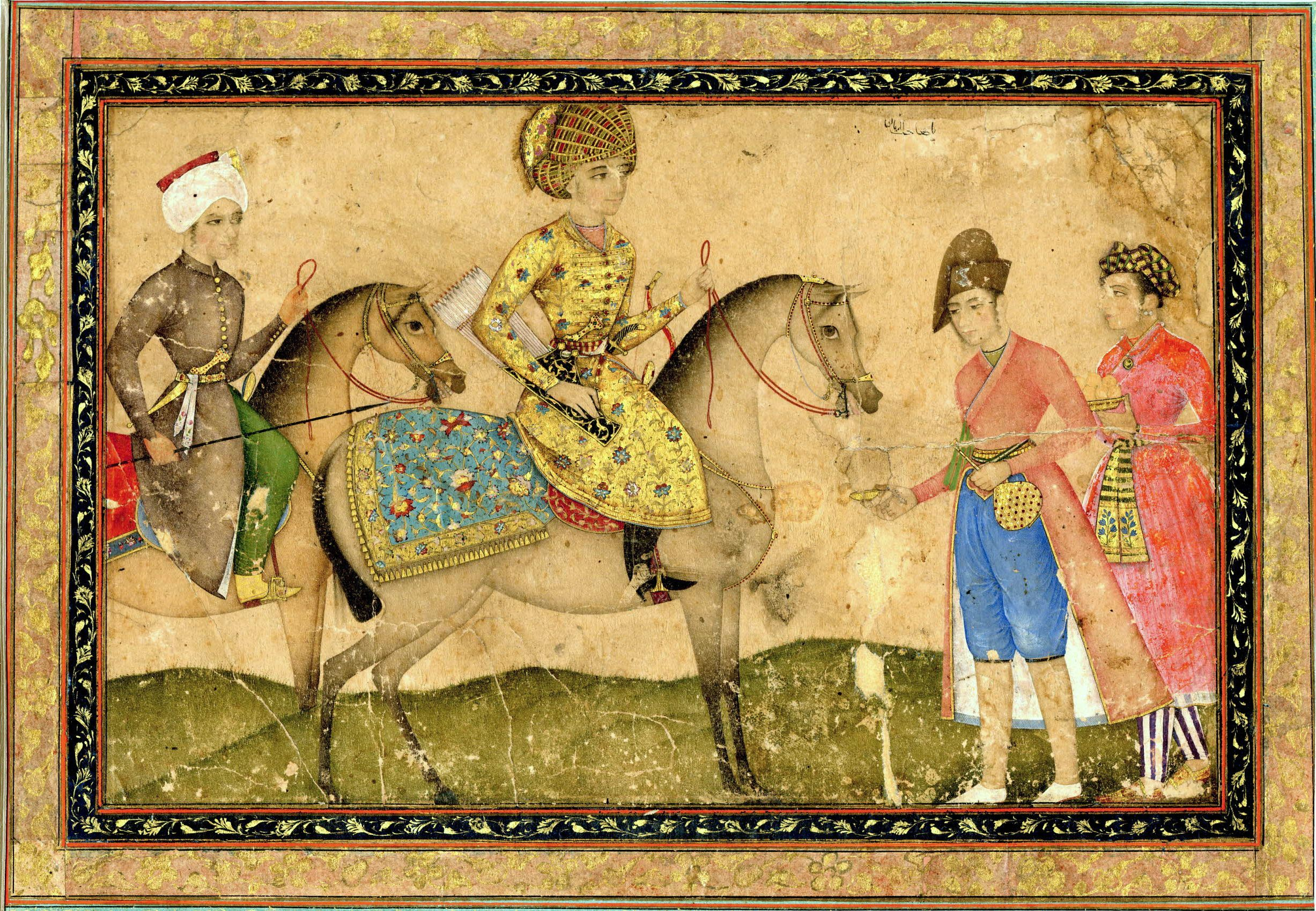
Mohammad Zaman, Le Prince à cheval avec ses serviteurs, 1670-—1685, British Museum

Mohammad Zaman est un peintre miniaturiste persan actif entre 1649 et 1701.
Mohammad Zaman est un représentant marquant de ce que l'on appelle « le style européen » dans la miniature persane de la seconde moitié du XVIIe siècle. À la différence de ses contemporains plus traditionnels, Zaman n'empruntait pas seulement ses modèles des gravures européennes, mais il appliquait les ombres et les lumières, ainsi que les règles de la perspective telles qu'elles avaient été fixées en Europe depuis la Renaissance. Comme cette adaptation des principes européens à la Perse réalisée par Zaman est assez radicale et que les témoignages sur sa vie sont extrêmement réduits, quantité de mythes ont surgi autour de son nom. L'un d'eux affirme que le chah Abbas II, qui était un grand admirateur de l'art occidental, aurait envoyé en Italie un groupe de peintres pour y étudier les techniques de peinture occidentales. Ce groupe aurait été dirigé par Mohammad Zaman qui se serait converti au christianisme pendant son séjour et serait revenu en Perse sous le nom de Paolo Zaman ! Lorsque l'on sait qu'un tel retour après une conversion signifiait la peine de mort, il y a de quoi s'interroger, d'autant plus que l'historien d'art A. A. Ivanov a démontré que sur les dix-neuf personnalités iraniennes porteuses du nom de Zaman entre le XVIIe siècle et le XVIIIe siècle, aucune ne s'était rendue en Italie. De plus Zarman s'est inspiré des gravures européennes reproduisant des tableaux flamands, plutôt que de la peinture italienne.
Les historiens d'art estiment que Mohammad Zaman est le premier maître en Iran à avoir utilisé la peinture à l'huile, ce qui a provoqué chez ses successeurs une vague d'émules. Peintre de cour, il sert sous trois chahs : Abbas II (1632-1667), Souleyman (1667-1694) et Sultan Hossein (1694-1722). Il existe aujourd'hui au moins vingt-quatre œuvres signées de son nom. Elles sont de genres différents - du manuscrit enluminé, jusqu'à celles peintes sur des feuillets à part, dont une partie peinte à la manière européenne de la grisaille.
Les travaux les plus importants concernaient à l'époque en premier lieu les manuscrits du Livre des rois de Firdoussi dont chaque souverain rêvait de posséder une variante ou différentes exécutions réalisées par plusieurs peintres. Le manuscrit de 1669 qui est conservé au Metropolitan Museum of Art de New York montre comment Zaman a figuré la scène Siavouche présente un captif à Afrassiab: c'est une scène de cour habituelle avec une petite fontaine et des domestiques, mais toutefois on remarque que tout le fond représente un paysage européen. De surcroît les cyprès projettent des оmbres, ce qui est absolument atypique dans la peinture de miniatures persanes.
Trois miniatures du Khamseh de Nizami sont du pinceau de Mohammad Zaman. Cette version avait commencé à être illustrée par de grands maîtres du passé tels que Sultan Mohammed, Mirza Ali et d'autres, mais n'avait pu être terminée à la fin du XVIe siècle. Il réalise donc trois feuillets en 1675. Ces réalisations sont extrêmement différentes de celles des prédécesseurs de Mohammad Zaman. Ainsi on remarque que, dans la miniature Bahman Gour combat le dragon, le paysage est européen et que le dragon au lieu d'être traité à la manière chinoise l'est à la manière occidentale, ce qui fait ressembler toute cette scène à un saint Georges combattant le dragon. Le style proprement éclectique du maître miniaturiste caractérise toute son œuvre, comme on peut le remarquer pour Le Prince à cheval avec ses serviteurs et un courtisan (dernier quart du XVIIe siècle, British Museum), où l'un des deux serviteurs porte une culotte bleue à l'occidentale qui contraste avec l'habillement du prince avec son caftan brodé typiquement oriental.
La partie la plus précieuse de l'œuvre du maître est considérée par les experts comme celle qui est réalisée sur des feuillets à part. On remarque un Iris bleu absolument inhabituel dans l'art persan de l'époque. Les travaux du maître sont répartis en deux thématiques: la partie persane et la partie européenne; cette dernière étant constituée de copies d'œuvres occidentales (dont une Vénus, un Cupidon et même une sainte Trinité).
Les dates de sa naissance et de sa mort ne sont pas connues. Son fils, Mohammad Ali, fit aussi une carrière de miniaturiste à la cour du chah Sultan Hossein en composant des miniatures dans le style dit européen sur des feuillets à part, ainsi que sur des boîtes laquées. Le musée de l'Ermitage de Saint-Pétersbourg conserve un kalamdan (c'est-à-dire un étui à calames) peint par Mohammad Ali. Il porte la date de 1701 (ou plutôt son équivalent dans le calendrier persan) et la mention: « peint par Mohammad Ali, fils de feu Mohammad Zaman ». Cela signifie donc que Mohammad Zaman n'était plus en vie en 1701. 

## Galerie

Sélection d'oeuvres de Mohammad Zaman
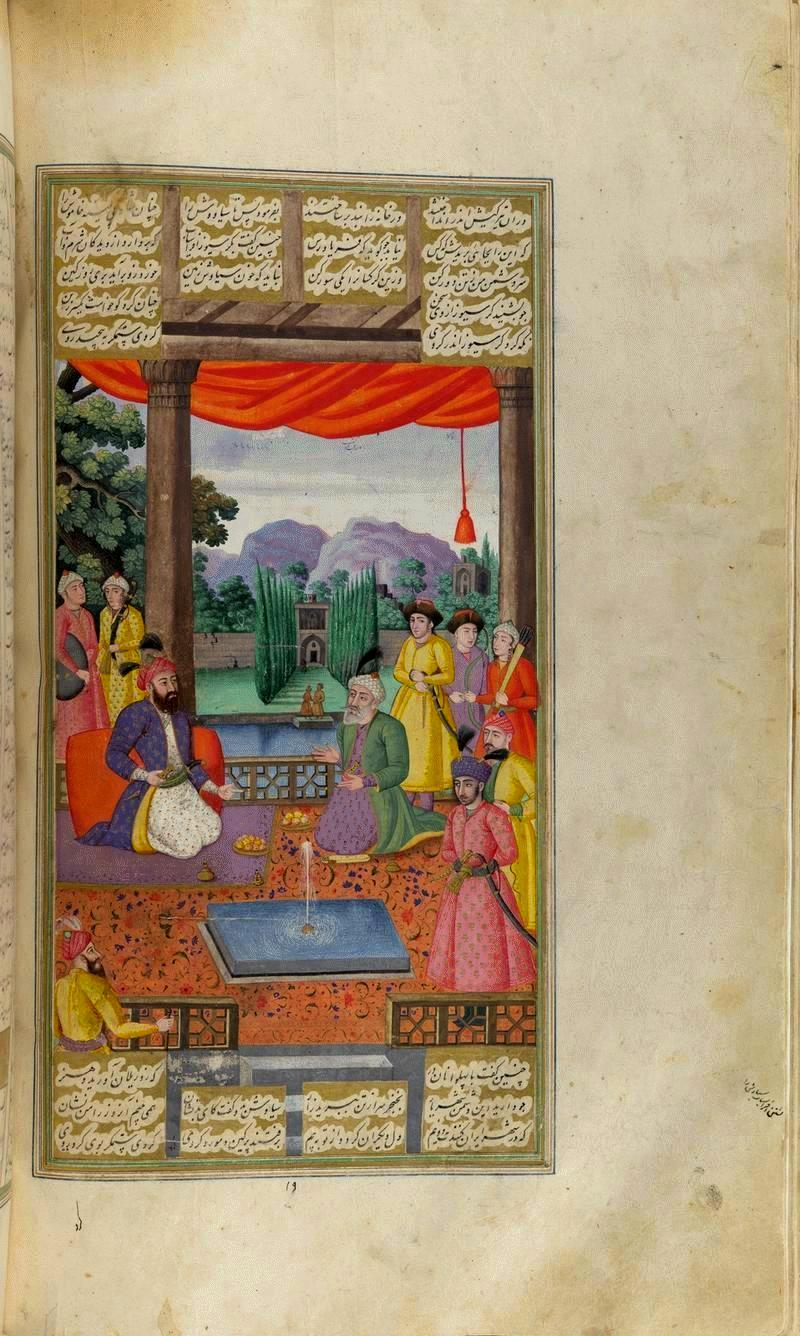
Siavouche présente un captif à Afrassiab, 1669, Metropolitan Museum of Art de New York
Le Simorgh (mythologie) arrive pour aider Rustam, Livre des Rois (Ferdowsi), vers 1675, Bibliothèque Chester-Beatty en Irlande.
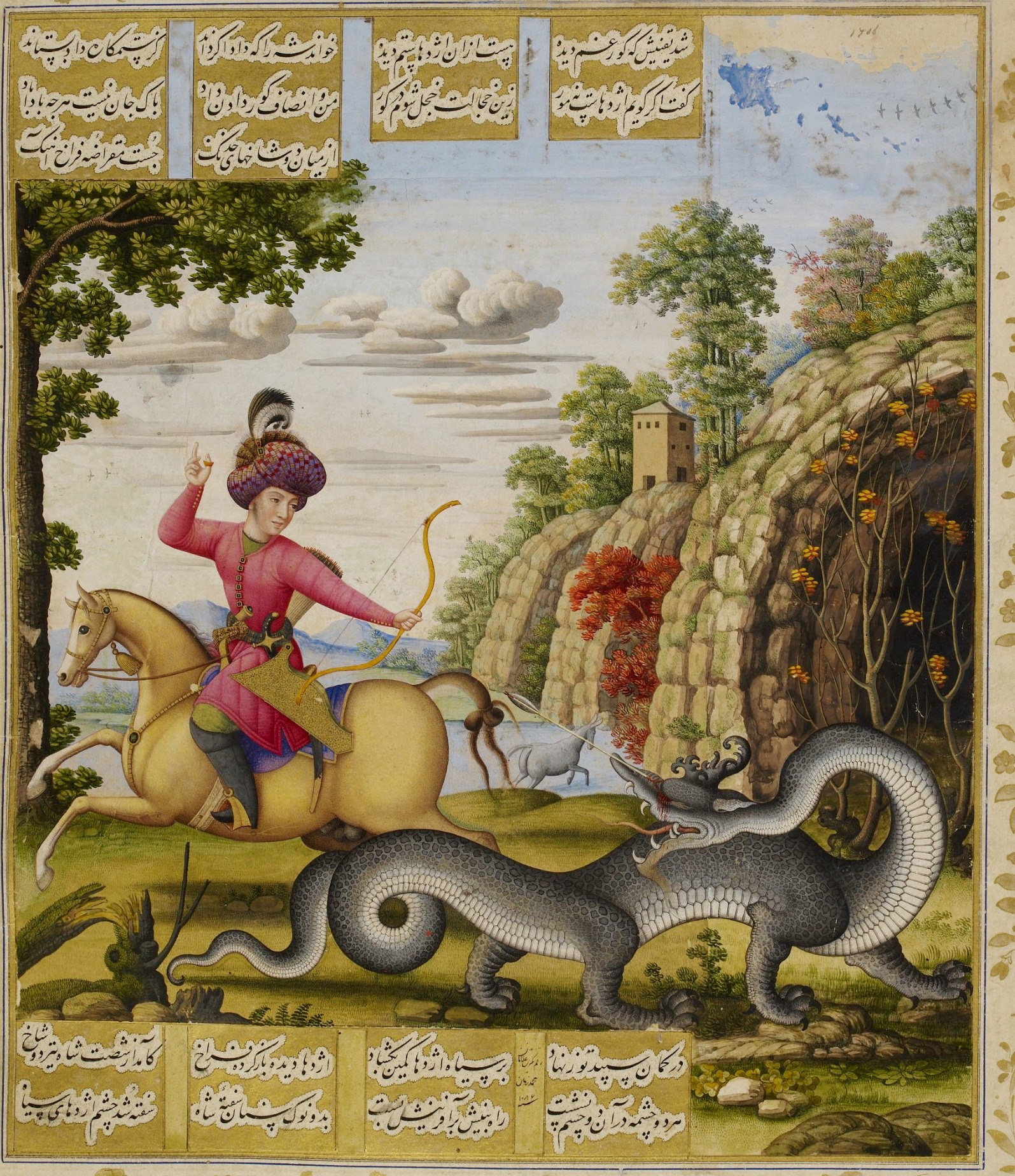
Bahman Gour combat le dragon, 1675, British Library de Londres
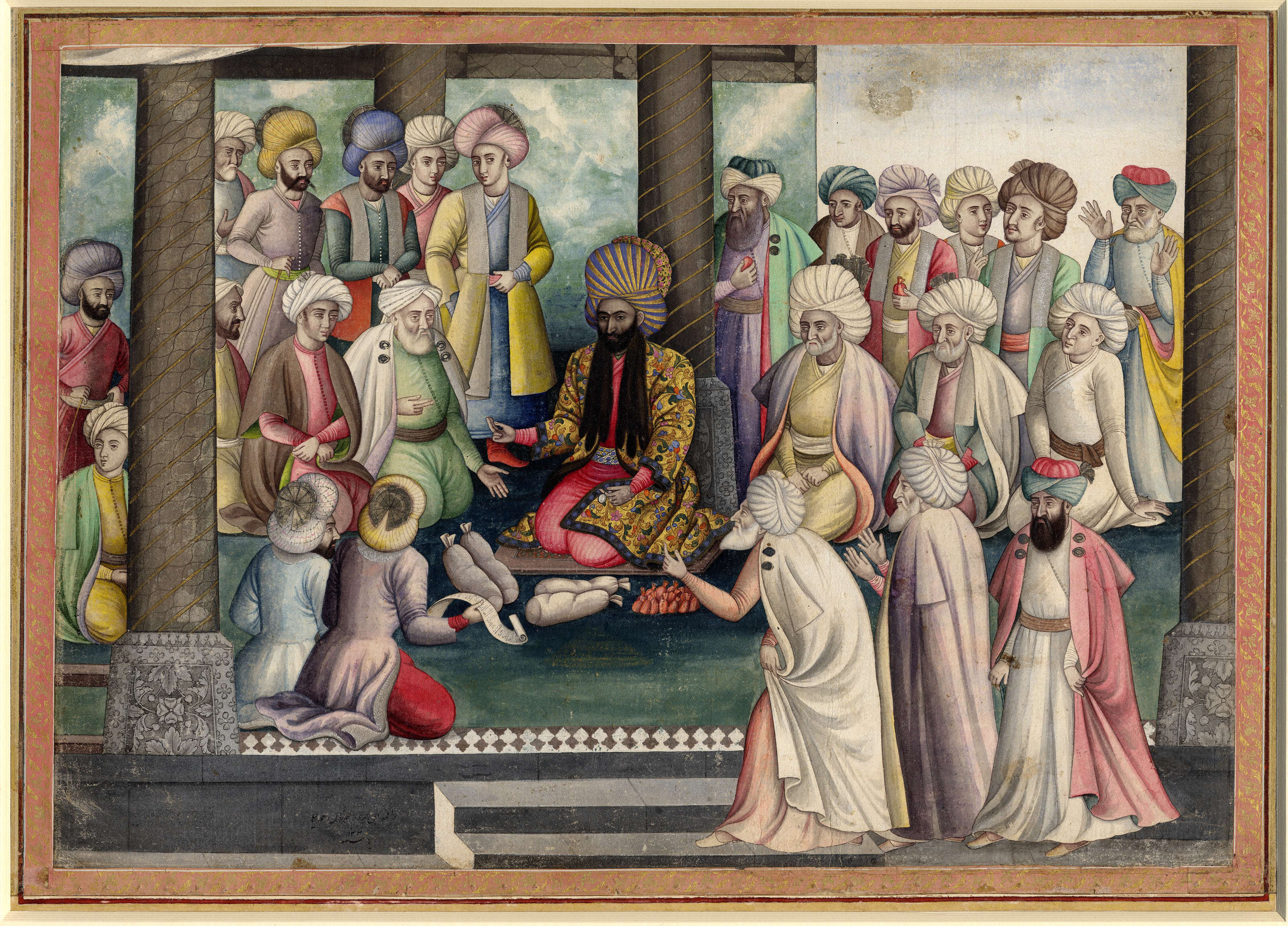
Distribution de cadeaux du shah sultan Husayn pour la nouvelle année, vers 1720-1721. British Museum, département du Moyen-Orient.

## Bibliographie

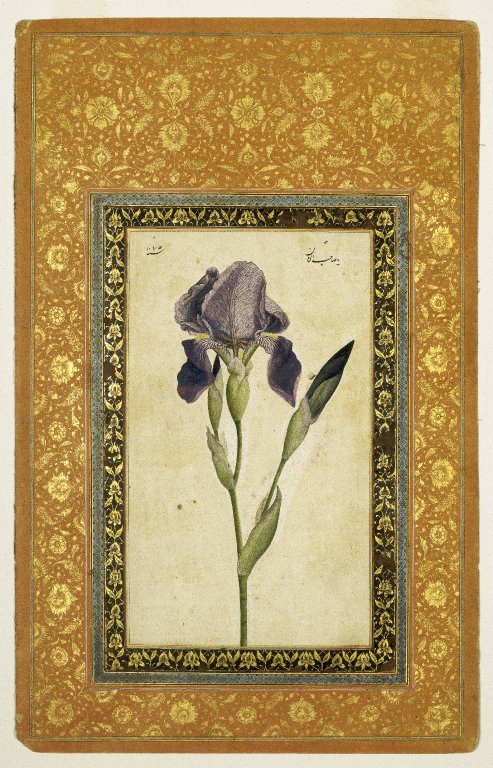
Mohammad Zaman. Iris bleu, 1663—1664, Brooklyn Museum.

## Source de la traduction
- (ru) Cet article est partiellement ou en totalité issu de l’article de Wikipédia en russe intitulé « Мухаммад Заман » (voir la liste des auteurs).